# Monica Huggett
Monica Huggett, née le 16 mai 1953 à Londres, est une violoniste et chef d'orchestre britannique, spécialiste du violon baroque.

## Biographie
Monica Huggett commence le violon à l'âge de 6 ans, et intègre la Royal Academy of Music de Londres à 16 ans. Elle devient progressivement une référence dans le domaine de la musique et du violon baroque, et
participe à différents ensembles de renom.
Elle obtient un poste d'encadrement des enseignements à la prestigieuse Juilliard School de New York en 2009.